# Vườn quốc gia Cape Range
Vườn quốc gia Cape Range là một vườn quốc gia ở Tây Úc, Úc, nằm cách 1.105 kilômét (687 mi) về phía bắc Perth. Nó chiếm phần phía tây của bán đảo North West Cape với diện tích 47.655 hécta (117.760 mẫu Anh). Thị trấn gần nhất là Exmouth. Ngay bên ngoài bờ biển là Rạn san hô Ningaloo.

## Mô tả
Khu vực này xuất phát từ sự nâng cao dần lên từ đáy biển, sau đó là mực nước biển biến động, gió và nước xói mòn từ từ khu vực này và để lại một loạt cảnh quan đá vôi gồ ghề, hẻm núi sâu và bãi biển hoang sơ. Đây là cao nguyên trên đá vôi duy nhất tại Bờ biển Tây Bắc. Nó có độ cao lên tới 314 mét (1.030 ft) và tạo thành xương sống của bán đảo, kéo dài đến tận mũi Tây Bắc Úc.
Đây là nơi có hơn 700 hang động và phần nhiều trong số chúng vẫn chưa được khám phá. Yardie Creek là hẻm núi vô cùng ngoạn mục, nơi dải cát chia cắt dòng nước.

## Hình ảnh

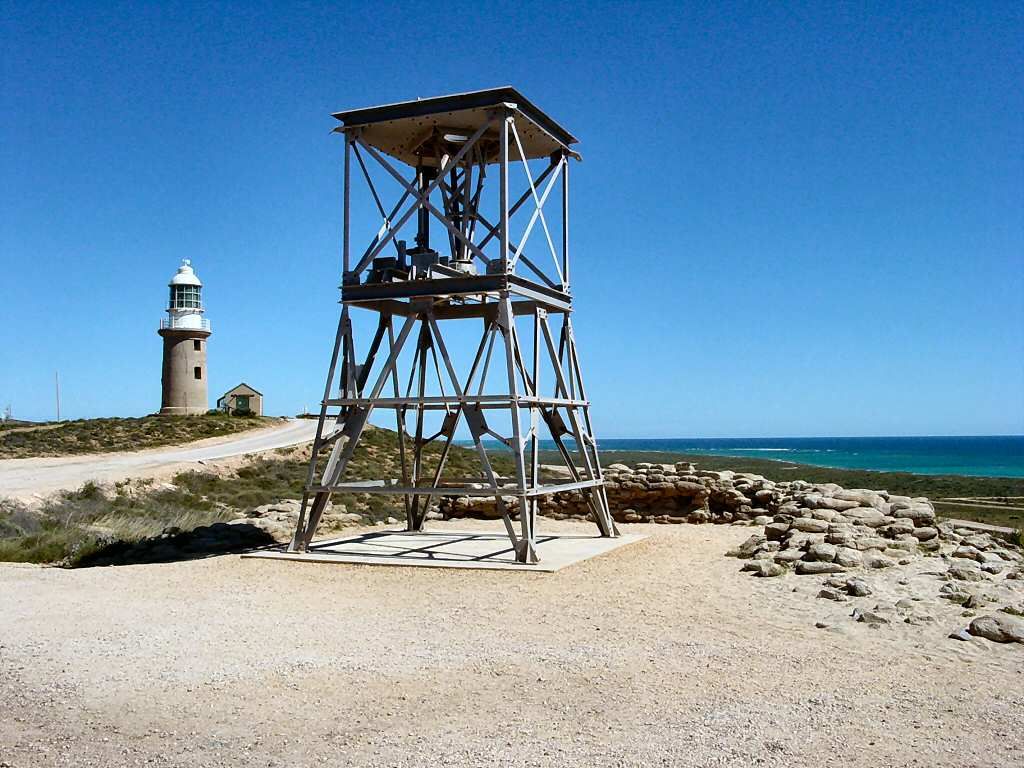
Một tháp radar WWII cũ với Ngọn hải đăng Vlamingh phía xa
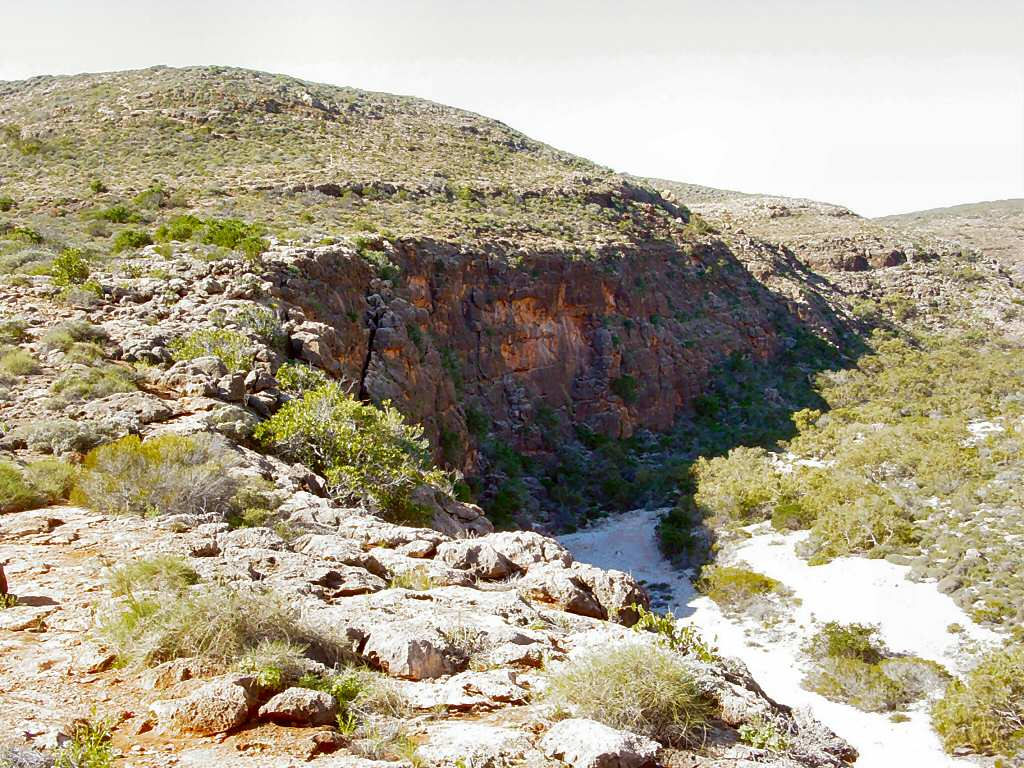
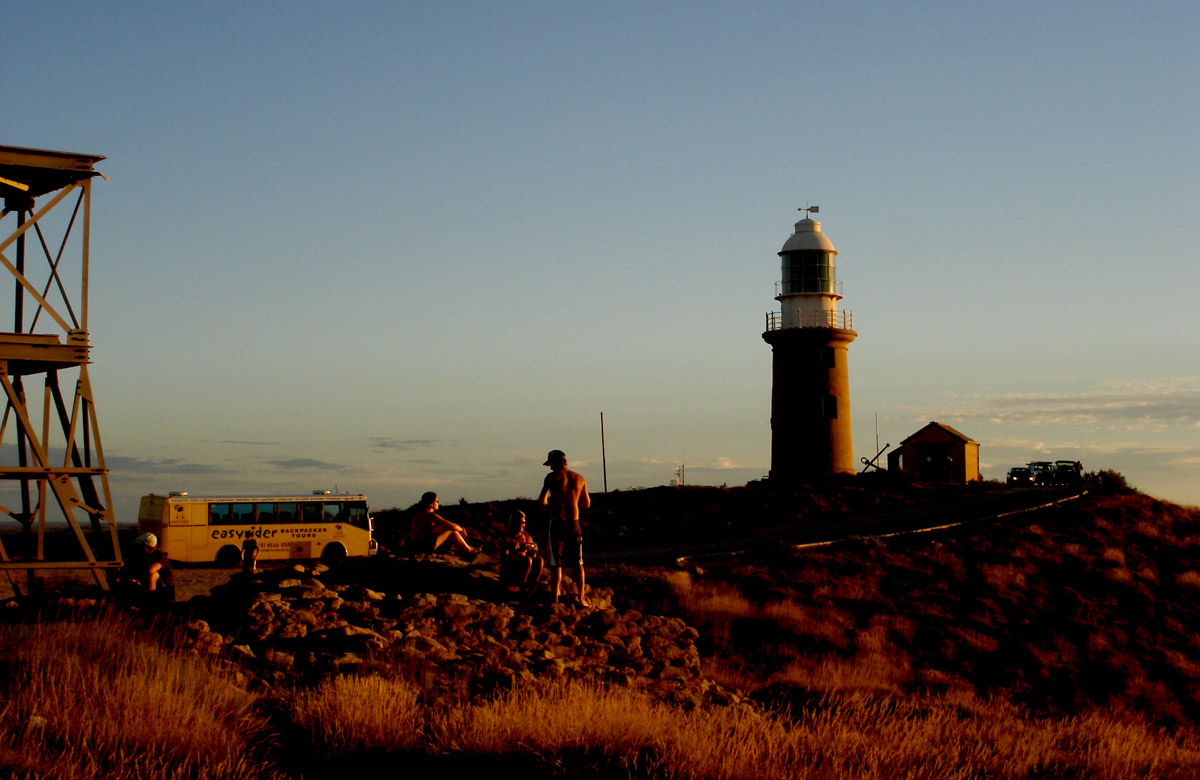
Ngọn hải đăng Vlamingh vào lúc hoàng hôn
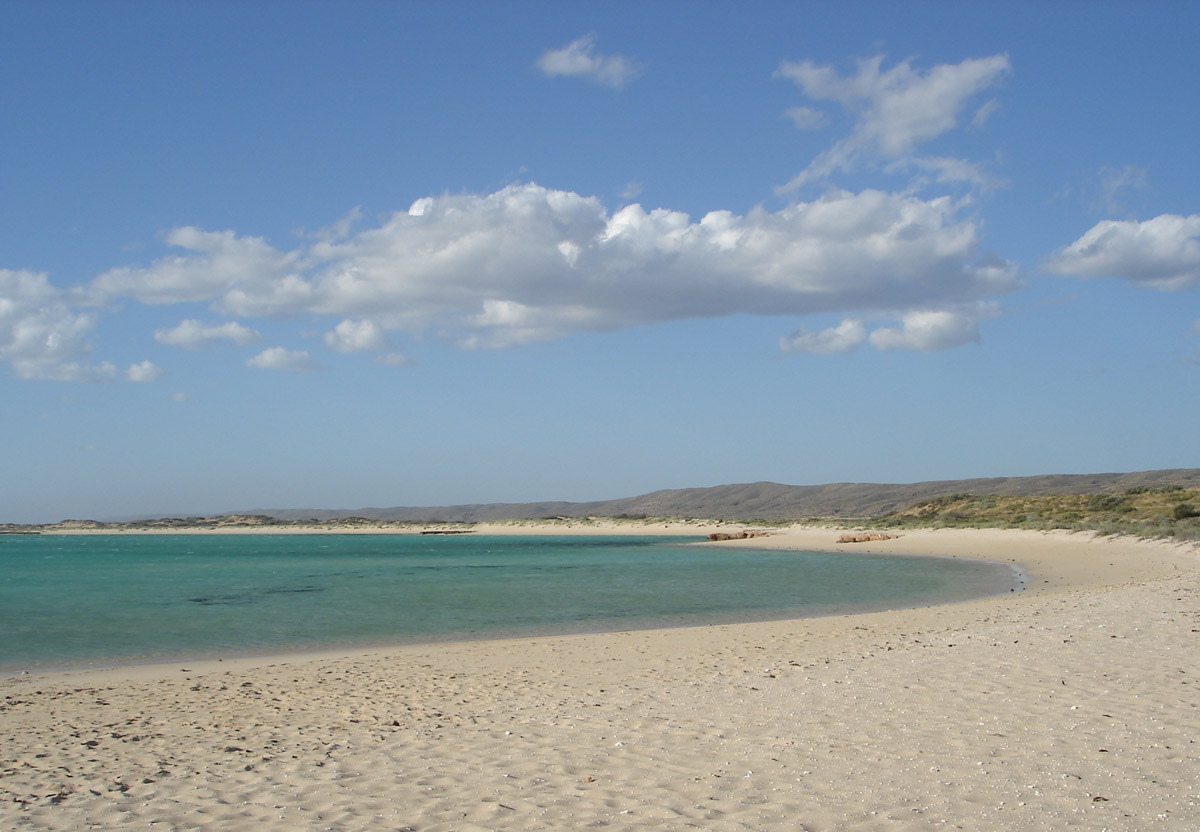
Bãi biển tại Cape Range
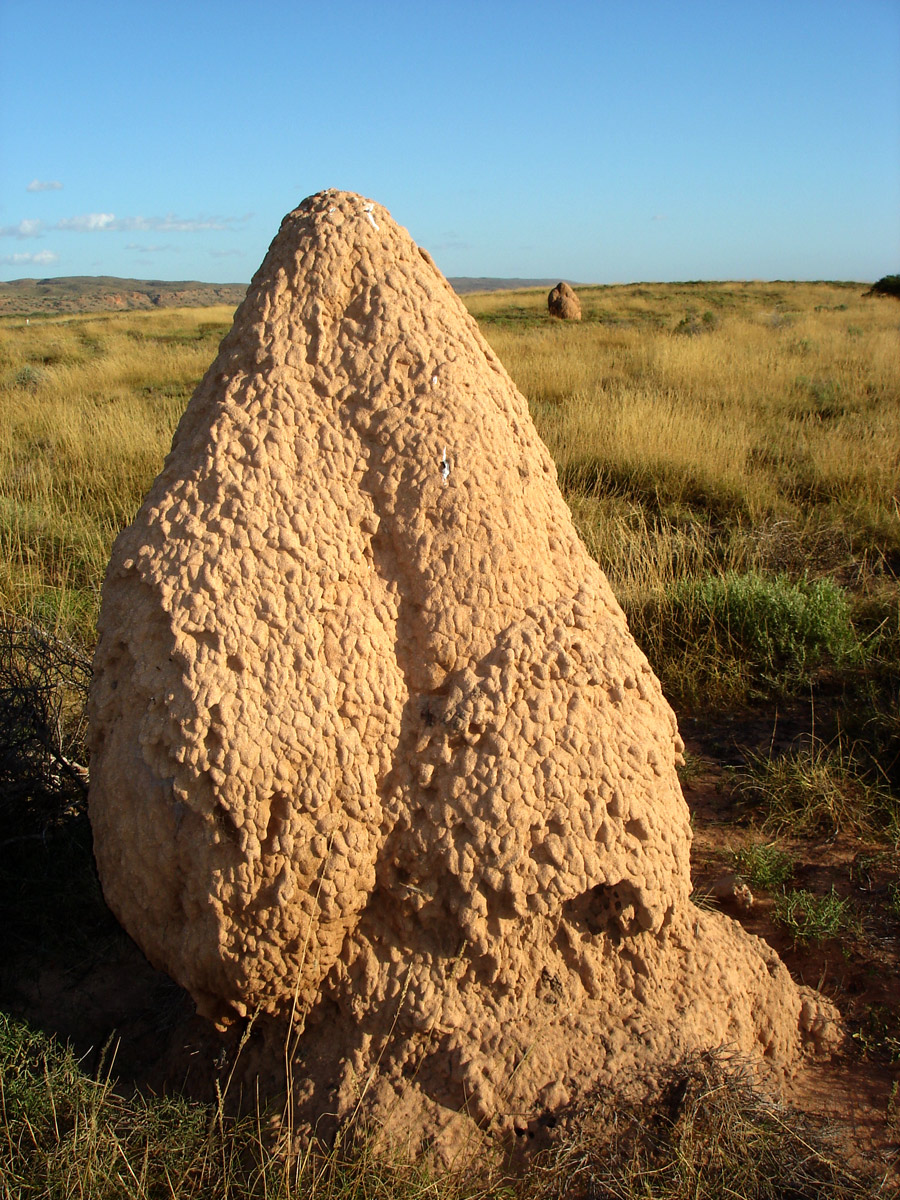